# 圣皮埃尔德瑞耶
圣皮埃尔德瑞耶（法語：Saint-Pierre-de-Juillers，法語發音：[sɛ̃ pjɛʁ də ʒɥije]）是法国滨海夏朗德省的一个市镇，位于该省东部，属于圣让当热利区。

## 地理
圣皮埃尔德瑞耶（45°56'23"N, 0°23'27"W）面积17.59 平方千米，位于法国新阿基坦大区滨海夏朗德省，该省份为法国西部滨海省份，北起旺代省，西临大西洋，南至吉倫特省，东南接多爾多涅省，东北接德塞夫勒省接壤，东临夏朗德省。
与圣皮埃尔德瑞耶接壤的市镇（或旧市镇、城区）包括：拉布鲁斯、谢博尼耶尔、莱塞格利斯-达让特伊、帕耶、圣马丹德瑞耶、瓦赖兹。

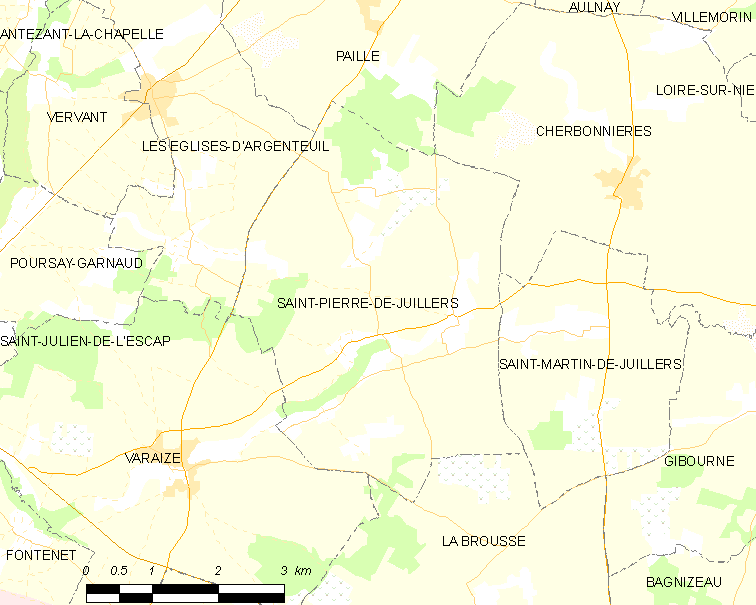
圣皮埃尔德瑞耶的OSM定位图

圣皮埃尔德瑞耶的时区为UTC+01:00、UTC+02:00（夏令时）。

## 行政
圣皮埃尔德瑞耶的邮政编码为17400，INSEE市镇编码为17383。

## 政治
圣皮埃尔德瑞耶所属的省级选区为马塔县。

## 人口

1962-2008年间圣皮埃尔德瑞耶人口变化图示

圣皮埃尔德瑞耶于2022年1月1日时的人口数量为347人。